# Router

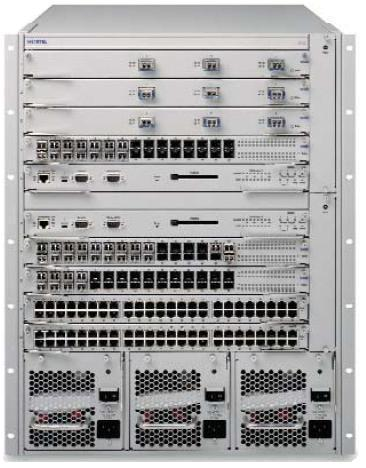
Router van Avaya

Een router (uitspraak: Brits: roeter, Amerikaans: rauter) is een apparaat dat twee of meer verschillende computernetwerken aan elkaar verbindt, bijvoorbeeld internet en een bedrijfsnetwerk, en pakketten data van het ene naar het andere netwerk verzendt. Een router kan gezien worden als een schakelapparaat voor datapakketten dat actief is op OSI-laag 3. Dit in tegenstelling tot een hub, die op laag 1 werkt en een switch, die opereert op OSI-laag 2.

## Werking
Om de juiste uitgaande poort te kiezen, zoekt de router het bestemmingsadres van het te routeren pakket op in de routeringstabel. Bij het TCP/IP-protocol (zoals op het internet) bestaat een routeringstabel uit een tabel met IP-adressen of gegroepeerde IP-adressen (subnet), en het bijbehorende volgende knooppunt (next-hop).
Het volgende knooppunt is doorgaans een andere router, die gekoppeld is via een van de poorten van de router.
Wanneer het bestemmingsadres routeerbaar is, en dus bestaat in de routeringstabel, zal de router het bijbehorende volgende knooppunt gebruiken om de uitgaande poort te bepalen. Het binnenkomende IP-pakket wordt naar de uitgaande poort gestuurd.
De router bouwt een routeringstabel op door route-informatie uit te wisselen met buurrouters. Zo ontstaat een volledig beeld van alle routes in het IP-netwerk. De router zal op basis van het kortstepad-algoritme een routeringstabel opbouwen waarbij het kortste pad wordt gekozen naar de eindbestemming. In andere bewoording: het knooppunt dat gekozen wordt, maakt deel uit van het kortste pad.
De volgende routeringsprotocollen kunnen hiervoor gebruikt worden:
- Routing Information Protocol (RIP)
- Open Shortest Path First (OSPF)
- Intermediate System-to-Intermediate System of IS-IS of Interior Gateway (Routing) Protocol IGP/IGRP
- Border Gateway Protocol (BGP), normaliter BGP-4.

Cisco heeft zelf een uitgebreidere versie van IGP ontwikkeld onder de naam Enhanced Interior Gateway Routing Protocol of EIGRP. In een 'Cisco only' core-netwerk kon dit protocol worden gebruikt, omdat het makkelijker te implementeren is dan bijvoorbeeld OSPF, terwijl het een aantal van de nadelen van RIP of IS-IS niet heeft; het werkte echter alleen op Cisco-routers. Via een 'redistributie' instelling was het mogelijk om routes vanuit een ander protocol te injecteren in de EIGRP-routetabel. Hierdoor was het in principe mogelijk om EIGRP te gebruiken in een netwerk met een Cisco core en een beperkt aantal routers van een andere fabrikant. Sinds 2013 is het routeringsprotocol een open standaard.
Een datapakket mag normaal maar door een bepaald aantal routers heen gaan voor het op zijn eindbestemming aankomt, bepaald door de Time To Live-waarde (TTL) van het pakket. Een router staat vaak in verbinding met een gateway (netwerk), of functioneert zelf als dusdanig.

## Extra functies
Een consumentenrouter heeft nog enkele extra functies. Naast het routeren van het netwerkverkeer tussen de interne poorten en de internetpoort, zit in de router nog een DHCP-server ingebouwd, zodat computers hun IP-adres van de router krijgen, wat de configuratie van het netwerk vergemakkelijkt. Ook is een NAT-functie aanwezig, zodat meerdere apparaten aan een verbinding met maar één IPv4-adres aangesloten kunnen worden, zoals meestal bij kabel- en ADSL-modems het geval is. Verder beschikken consumentenopties tegenwoordig ook over een aantal beveiligings-, logging- en doorvoerfuncties, en is soms een firewall ingebouwd. Overigens vervult de NAT-functie deels al de rol van een firewall doordat verbindingen van buitenaf niet opgebouwd kunnen worden zonder dat dit specifiek is ingesteld.

## Interfaces
Hedendaagse routers beschikken over een ruim aanbod aan interfaces of poorten. De poorten variëren in gebruikte technologie en beschikbare bandbreedte.
De volgende poorten bestaan doorgaans:
Met onderliggende transportlaag: Ethernet:
Ethernet (10 Mb/s), Fast Ethernet (100 Mb/s), Gigabit Ethernet (1 Gb/s), 10 Gigabit Ethernet (10 Gb/s)
Met onderliggende transportlaag: Serieel, SDH, PDH, ATM, POS etc.:
subrates (< 64 kb/s), fractioneel E1 (n × 64 kb/s),E1 (2 Mb/s), E3 (34 Mb/s), STM-1 (155 Mb/s), STM-4 (622 Mb/s), STM-16 (2,5 Gb/s), STM-64 (10 Gb/s)
In Noord-Amerika en Japan wordt in plaats van E1 en E3 gebruikgemaakt van T1 en T3 met respectievelijke bandbreedtes van 1,55 Mb/s en 44,7 Mb/s en wordt in plaats van SDH SONET gebruikt. De structuur van SONET is praktisch identiek aan die van SDH.

## Ontwikkelingen
Extensible Open Router Platform (XORP) is een modulair opgezette router die als open source beschikbaar is. Een XORP-router is 10 tot 20 keer zo goedkoop als een commerciële router.
Ook in de infrastructuur van het internet zelf gaan de ontwikkelingen door. Multi Protocol Label Switching (MPLS) is een gebied waar technische ontwikkelingen nieuwe functionaliteit mogelijk maken en de bestaande functionaliteit schaalbaarder.

## Protocollen
Routers communiceren door middel van protocollen, zoals het Internet Protocol. Daarnaast worden protocollen gebruikt voor het routeren van pakketten door het netwerk. Deze routeringsprotocollen hebben elk een eigen manier van routeberekening. Het meest uitgeklede protocol is het Routing Information Protocol (RIP). Er zijn twee manieren om te routeren, statisch en dynamisch.
Statisch routeren betekent dat de router via een vaste weg connectie maakt met een volgende router.
Dynamisch houdt in dat de router zelf de geschiktste weg berekent met behulp van bepaalde variabelen die verschillen per protocol.
Voorbeelden van die variabelen zijn afstand, kosten, belasting en bandbreedte. Door deze variabelen goed in te stellen kan de beheerder van de router een efficiënt netwerk opbouwen. Primaire protocollen zijn: Border Gateway Protocol, Connectionless Network Service, Hot Standby Router Protocol, Intermediate System-to-Intermediate System, Multiprotocol Label Switching, Open Shortest Path First en Routing Information Protocol (RIP). Naast deze 'openbare' protocollen zijn er ook leverancier-specifieke tools zoals het Cisco Discovery Protocol. Andere functionaliteiten die aan de orde komen bij routeren zijn onder meer multicast, Network address translation (NAT) en Quality of Service.

## Gebruik
Een personal computer kan als router fungeren en ook computers onder Unix en verwante besturingssystemen kunnen als router werken, maar tegenwoordig worden meestal speciale apparaten gebruikt om als router te dienen. Grofweg zijn er drie soorten: de breedband-router voor thuisgebruik, de professionele router voor bedrijven en organisaties en de grote backbone-routers voor internetproviders.

Sinds de start van de grote populariteit van internet was Cisco de grootste producent van netwerkapparatuur, met name voor de professionele markt. Door de overname van Linksys in 2003 heeft Cisco zich ook op de particuliere markt begeven.

### Breedbandrouter
Deze router, vaak geïntegreerd met een xDSL-modem en/of wifi-toegangspunt is een kastje voor thuisgebruik om meerdere computers aan te sluiten op één breedbandaansluiting. In veruit de meeste gevallen verzorgt hij ook NAT ofwel network address translation of het verwante port adress translation waarbij meerdere computers gebruikmaken van één publiek IP-adres en de computers in het thuisnetwerk een IP-adres hebben uit de zogenaamde privéreeks. Dat zijn adressen die alleen in een eigen netwerk gebruikt kunnen worden en niet uniek zijn: een privé-IP-adres hoeft alleen binnen het eigen LAN uniek te zijn omdat het door de router wordt vertaald in een publiek IP-adres.

### Professionele router
Deze routers worden gebruikt bij bedrijven of andere organisaties. Ze kunnen een vergelijkbare functie vervullen als de breedbandrouter voor thuisgebruik, maar vaker worden achter een dergelijke router systemen aangesloten die een eigen publiek IP-adres hebben. Bij een dergelijke aansluiting krijg je niet één publiek IP-adres toegewezen, maar een blok opeenvolgende adressen (een subnet) van unieke adressen. Achter een dergelijke router kunnen meerdere web-, mail- of andere internetservers worden aangesloten, elk met een eigen IP-adres.

Ook een combinatie van beide toepassingen is mogelijk: een apart segment met (eventueel) publieke IP-adressen voor servers die vanaf internet toegankelijk moeten zijn, en een ander segment voor het bedrijfsnetwerk waar wel privé-IP-adressen worden gebruikt.

Cisco is in dit marktsegment, evenals bij onderstaande ISP-routers nog steeds marktleider, maar andere aanbieders proberen een deel van Cisco's marktaandeel over te nemen.

### Backbone- of ISP-routers
De laatste hoofdgroep zijn de routers die gebruikt worden door de Internetproviders in hun eigen netwerk. Deze routers moeten zeer grote hoeveelheden data kunnen routeren, erg betrouwbaar zijn, en moeten lange tijd kunnen werken zonder enig toezicht. Binnen deze categorie zijn natuurlijk allerlei typen te onderscheiden, maar ze onderscheiden zich van de voorgaande twee groepen in capaciteit, aantal poorten of interfaces en zijn meestal modulair opgebouwd: in een basisframe worden de modules geschoven die nodig zijn.